# Comitatul Jones, Mississippi
Comitatul Jones, conform originalului din limba engleză, Jones County, este unul din cele 82 de comitate ale statului american Mississippi. Conform Census 2000 populația totală era de 64.958 de locuitori. Sediile comitatului sunt localitățile Laurel și Ellisville.
Jones County este parte a zonei numită Laurel Micropolitan Statistical Area.

## Geografie
Conform biroului de recensăminte al Statelor Unite ale Americii, United States Census Bureau, comitatul are o suparfață de 700 mile patrate, adică 1.812 km²), dintre care 694 mile pătrate sau 1.797 km² reprezintă uscat, iar restul de 6 mi², sau 15 km², este apă (0,84%).

## Demografie
|  | Graficele sunt indisponibile din cauza unor probleme tehnice. Mai multe informații se găsesc la Phabricator și la wiki-ul MediaWiki. |

Date: Wikidata - grafică realizată de Wikipedia